# Golagonde, Sakleshpur
Golagonde là một làng thuộc tehsil Sakleshpur, huyện Hassan, bang Karnataka, Ấn Độ.